# São Paulo, Sociedade Anônima
São Paulo, Sociedade Anônima es una película brasileña de drama estrenada en 1965, dirigida por Luís Sérgio Person y protagonizada en los papeles principales por Ana Esmeralda, Eva Wilma, Otelo Zeloni, Walmor Chagas y Darlene Glória.
La película fue escogida como la candidata para representar a Brasil en la 38.ª edición de los Premios Óscar en la categoría de Mejor película de habla no inglesa, aunque finalmente no llegó a ser nominada.
En 2015 consiguió la séptima posición en el ranking de las 100 mejores películas del cine brasileño de la historia, escogidas por la Associação Brasileira de Críticos de Cinema (Abraccine).

## Sinopsis
La historia sucede en la época de euforia desarrollista producida por la instalación de las industrias de automóviles extranjeras en Brasil, al final de la década de los años 50 del siglo XX. La película narra la historia de Carlos, un joven de clase media y sus dificultades para conciliar las presiones profesionales ejercidas por su jefe, Arturo; las ambiciones de su esposa Luciana y la inconstancia de su amante Ana.

## Reparto principal
- Ana Esmeralda como Hilda
- Eva Wilma como Luciana
- Otelo Zeloni como Arturo
- Walmor Chagas como Carlos
- Darlene Glória como Ana